# 散布
| ウィキペディアには「散布」という見出しの百科事典記事はありません（タイトルに「散布」を含むページの一覧/「散布」で始まるページの一覧）。 代わりにウィクショナリーのページ「散布」が役に立つかもしれません。 |